# Sân vận động Benito Villamarín
Sân vận động Benito Villamarín là một sân vận động ở Sevilla, Tây Ban Nha và là sân nhà của Real Betis kể từ khi hoàn thành vào năm 1929. Sân có sức chứa 60.720 người.